# Кореман, Жерар
Жерар Франсуа Мари Кореман (фр. Gérard François Marie Cooreman; 25 марта 1852, Гент, Бельгия — 2 декабря 1926. Брюссель, Бельгия) — бельгийский католический государственный деятель, премьер-министр Бельгии (1918).

## Биография
В 1875 году получил докторскую степень в области права Гентского университета. Начал адвокатскую практику, однако больше интереса проявлял к бизнесу. Кроме того, он работал в финансовом мире и католической социальной службе в Генте.
В 1892 году был избран в Сенат Бельгии, а с 1898 до 1914 года он представлял Гент в Палате представителей, являлся председателем Палаты с 1908 по 1912 год.
В течение непродолжительного срока в 1899 году занимал пост министра труда и промышленности.
Ещё в 1911 году после отставки правительства Франсуа Схолларта король Альберт I хотел поручить ему формирование кабинета министров, однако он отказался от этого предложения в пользу своего товарища по партии Шарля де Бруквиля.
В 1912 году король удостоил его почетного титула государственного министра.
Во время Первой мировой войны поехал вслед за правительством в изгнание в Гавр. После ухода из парламента в 1914 году стал директором одной из крупнейших инвестиционных компаний Бельгии, Société Générale de Belgique, основанной в 1822 году. Находясь в этой должности, в годы Первой мировой войны возглавлял комитет по помощи военнопленным.
После падения правительства Шарля де Броквиля король Альберт I назначил Коремана на пост главы правительства. После войны в 1918 году Кореман оставил пост премьер-министра.

## Награды и звания
Бельгийские:
- Великий офицер ордена Леопольда I,
- Гражданский крест первого класса,
- Специальный крест Братства (Croix spéciale des Mutualistes),
- Памятная медаль в честь правления короля Леопольда II.

Иностранные:
- Большой крест Королевского Викторианского ордена (Великобритания),
- Большой крест ордена Полярной звезды (Швеция)
- Большой крест ордена Восходящего солнца (Япония),
- Большой крест ордена Почетного легиона (Франция),
- Большой крест ордена Пия IX (Святой Престол).